# Auguste Bernard (homme politique)
Pour les articles homonymes, voir Bernard et Auguste Bernard.
Auguste Bernard est un homme politique français né le 1er décembre 1824 à Château-Salins (Meurthe) et décédé le 19 août 1883 à Ramonchamp (Vosges).

## Biographie
Auguste Bernard est le fils de Joseph Augustin Bernard, avocat et Rosalie Reneaux. Avocat à Nancy depuis 1846, il épouse en 1850 à Ramonchamp, Adélaïde Houillon. Il est élevé dans un milieu royaliste et conservateur et se rallie rapidement à l'Empire. Il est nommé par décret présidentiel le 24 juillet 1852, troisième adjoint du baron Buquet, maire de Nancy, alors qu'il ne devient conseiller municipal qu'en octobre 1852. Il démissionne de son poste d'adjoint tout en restant dans le conseil municipal en septembre 1856 pour continuer sa carrière professionnelle. Il devient membre du conseil de l'ordre et bâtonnier. Durant les années 1860, il se rapproche des milieux libéraux et républicains. Il obtient la Légion d'Honneur en 1866. Durant la guerre de 70, il est appelé par Charles Welche pour être adjoint provisoire et négocier avec les forces d'occupations. Il rejoint alors par patriotisme le camp républicain. Il dirige avec d'autres républicains le Comité républicain de Nancy. Il est nommé maire de Nancy le 5 mars 1872. Proche des idées de Adolphe Thiers, il est renouvelé en 1874 et en 1878, conforté par sa position de tête de liste républicaine lors des élections de 1874 et de 1878. Durant cette période, il doit gérer les rapports avec les troupes d'occupations jusqu'en août 1873, l'arrivée des optants alsaciens-lorrains et fait plusieurs travaux d'urbanisme notamment dans le parc de la Pépinière ou la fin des travaux de l'acheminement de l'eau courante à Nancy. Il est sénateur de Meurthe-et-Moselle de 1876 à 1883, siégeant au Centre gauche. Il démissionne de son poste de maire et de conseiller municipal en 1879 et la même année il est promu au grade d'officier de la Légion d'Honneur pour service exceptionnel durant la guerre de 70. Il est aussi avocat à la cour d'appel de Nancy puis en 1881 il est nommé conseiller à la Cour de Cassation. Il présente au Sénat l'année suivante, une proposition de loi pour le rétablissement du divorce. Il meurt en août 1883 à Ramonchamp chez lui. Ses obsèques se déroulent dans cette même ville avec la présence de Jules Ferry et Jules Méline. Son fils, Maurice Bernard, lui aussi avocat, devint un ami de Raymond Poincaré et épouse la petite-fille de Georges La Flize, député de Nancy, Alice La Flize. 

## Distinctions
- Officier de la Légion d'honneur (1879)
- Chevalier de la Légion d'honneur (1866)

## Sources
- « Auguste Bernard (homme politique) », dans Adolphe Robert et Gaston Cougny, Dictionnaire des parlementaires français, Edgar Bourloton, 1889-1891 [détail de l’édition]
- Jean Jolly (dir.), Dictionnaire des parlementaires français, Presses universitaires de France
- Jean El Gammal, François Roth et Jean-Claude Delbreil, Dictionnaire des Parlementaires lorrains de la Troisième République, Serpenoise, 2006 (ISBN 2-87692-620-2 et 978-2-87692-620-2, OCLC 85885906, lire en ligne), p. 138